# Qilianbergen
Qilianbergen, tidigare även benämnt Nan Shan (南山, vilket betyder ”Södra Bergen”), är en bergskedja vid gränsen mellan Qinghai, Gansu och Gobiöknen i Kina, som når omkring 4 500 meter över oaserna i norr och en absolut höjd av omkring 6 000 m. Bergen var tidigare även kända som "Richthofenbergen" efter geologen Ferdinand von Richthofen. Qilianbergen skapar den södra avgränsningen för den strategiska Hexikorridoren.
Bergskedjan börjar vid östra ändan av Altyn-Tagh ungefär under 96° östlig längd och sträcker sig, med i allmänhet sydöstlig riktning, till trakten av Lanzhou vid Gula floden.  Sluttningen mot norr är imponerande, mot söder föga betydande, eftersom Nanshans dalar har höjder av 3000-4000 m. Bergen består av flera längskedjor, som bildas av täta veck av paleozoiska lager.